# Kermis in de regen

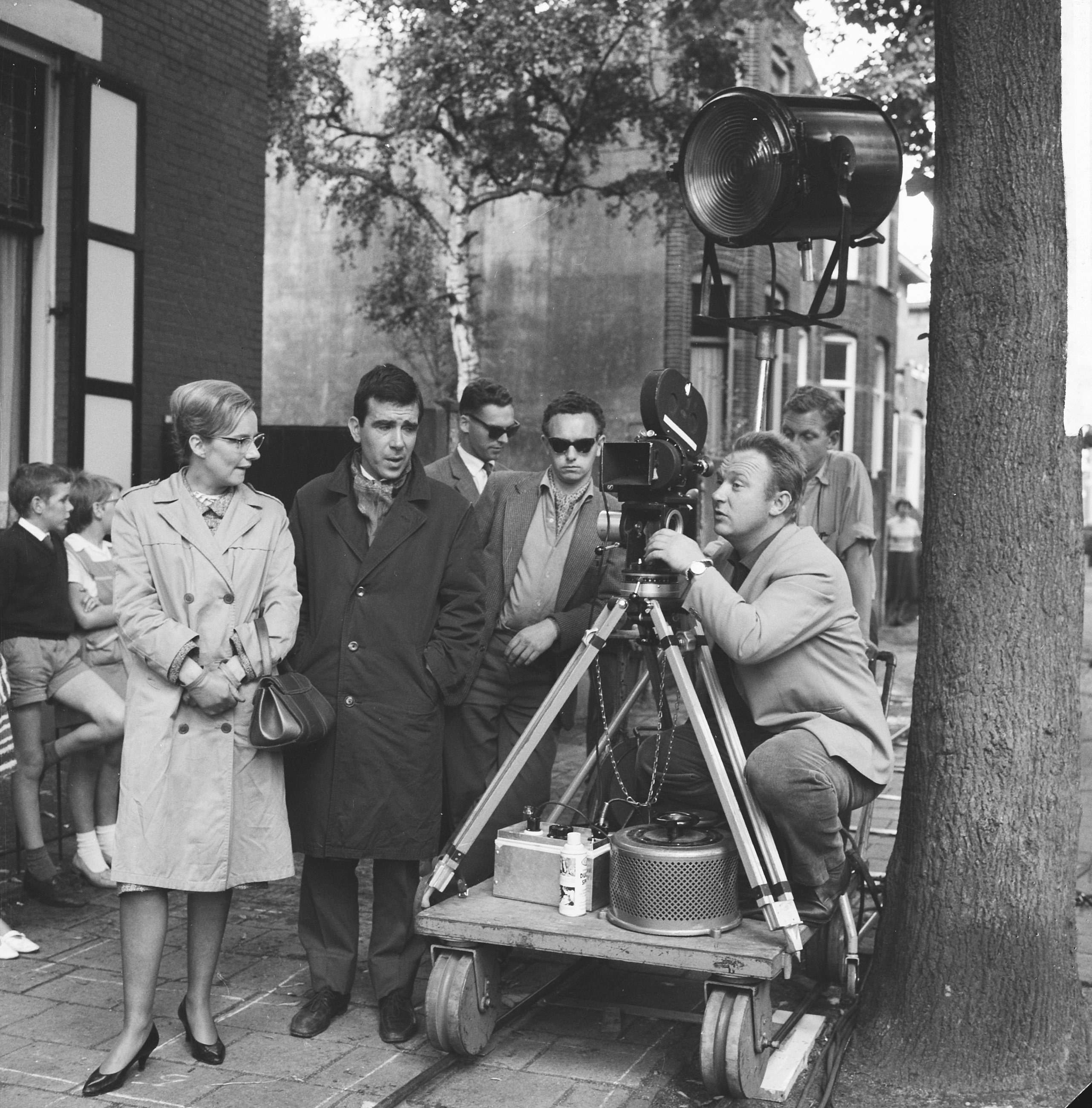
Opnames van Kermis in de regen (1961)

Kermis in de regen is een Nederlandse film uit 1962 van Kees Brusse met in de hoofdrollen Kees Brusse, Andrea Domburg, Guido de Moor en Ko van Dijk jr. De internationale titel is Fair in the Rain.
Het scenario van de film is gebaseerd op het boek Kermis in de regen (1958) van Joop van den Broek. De film was geen succes. Critici prezen de regie van Brusse en het acteerwerk, maar kraakten het zwakke scenario. De film kostte 400.000 gulden en bracht 70.000 gulden op. Het was de eerste en tegelijk laatste keer dat Kees Brusse een speelfilm regisseerde.

## Verhaal
Freddy steelt een auto, maar omdat de eigenaar hem in de gaten heeft en het portier open doet, ziet hij zich genoodzaakt hem neer te slaan. Dit wordt waargenomen door de typiste Annie Holst. De man was dronken en overleeft de klap niet. Freddy wordt opgepakt voor autodiefstal en belandt in de gevangenis. Zijn celmaat is aangegeven door bankdirecteur Overhagen omdat deze als bankmedewerker met de vrouw van Overhagen omging en geld gepakt zou hebben. Zo krijgt Freddy een grondplan van de bank in handen. Samen met zijn vriend Willy besluit hij de bank te overvallen om aan geld te komen om te vluchten. Daarnaast moet Annie Holst uit de weg worden geruimd, de enige getuige van de doodslag op de dronken eigenaar van de gestolen auto. Het is kermis in de stad. Hugo, een schiettenthouder, krijgt geld om Annie neer te steken. Ze wordt verleid door een van de vrienden en op een stille plek in de nacht slaat Hugo toe en vermoordt het meisje. De bankroof lijkt daarna volgens plan te verlopen, maar Overhagen komt eerder thuis en schiet, geholpen door zijn vrouw, Freddy in de borst. Alle overvallers vluchten in diverse auto's. Freddy belandt gewond in een lege trein, waar hij wordt ontdekt tijdens het rangeren, en sterft. Willy komt om als hij in volle vaart met zijn vluchtauto tegen een vrachtwagen botst. Alleen Bertje, de brandkastkraker, lijkt de politie te ontkomen. Als het hele drama voorbij is wordt gelijktijdig de kermis weer afgebroken. Hugo, de schiettenthouder, wordt nog aangehouden door de politie, terwijl hij al de stad uitrijdt met zijn kermiswagen.

## Rolverdeling
| Acteur               | Personage                    |
| -------------------- | ---------------------------- |
| Kees Brusse          | Bertje de Gast               |
| Andrea Domburg       | Annie Holst                  |
| Bernhard Droog       | Eigenaar gestolen auto       |
| André van den Heuvel | Willy van Os                 |
| Wim van den Heuvel   | Hans van der Toorn           |
| Guido de Moor        | Freddy Freese                |
| Mieke Verstraete     | Mieke Overhagen              |
| Ko van Dijk jr.      | Overhagen (bankdirecteur)    |
| Guus Verstraete sr.  | schiettenteigenaar           |
| Joris Diels          | Wadman                       |
| Hetty Blok           | eigenaresse van de friettent |
| Lo van Hensbergen    | rechter-commissaris          |
| Cruys Voorbergh      | Mr. Prins                    |

## Achtergrond
In 1962 stond acteur Kees Brusse op het toppunt van zijn roem. Hij vond een nieuwe uitdaging in de regie van een speelfilm. Samen met zijn toenmalige vrouw, Mieke Verstraete, en Guus Verstraete bewerkte hij de psychologische thriller Kermis in de regen uit 1958 tot een scenario. Brusse wilde een film over gewone mensen maken, mensen die door omstandigheden misdadigers waren. Behalve de misdrijven moesten ook gewone alledaagse gebeurtenissen een plaats krijgen. Hij vroeg van zijn acteurs ingehouden spel en niet de grote gebaren van het toneel. Hierbij moest hij met name toneelgigant Ko van Dijk intomen en dat lukte wonderwel. Er werd onder andere gefilmd in Uden en Epe.

## Ontvangst
De film flopte in de bioscopen. Ook de critici waren veelal negatief. Men prees de 'subtiele regie' van Kees Brusse en de acteerprestaties. Zo was men vol lof over Ko van Dijk die normaliter iedereen in zijn omgeving van het doek speelde, maar nu door Brusse werd ingetoomd tot meer ingetogen spel. De meeste kritiek ging uit naar het slechte geluid en het zwakke scenario.